# Vuvulane
Vuvulane é uma cidade de Essuatíni localizada no distrito de Lubombo.